# Атектонічна складчастість
Атектоні́чна скла́дчастість — складки верств земної кори місцевого значення, генетично не пов'язані з регіональною тектонікою. 
Атектонічна складчастість здебільшого характерна для шарів бурого вугілля Дніпровського та Підмосковного басейнів.
Виникає внаслідок тиску на пластичну масу вугілля, що призводить до витіснення верхньої частини вугільного шару і утворення складок типу діапірових або шляхом прогинання над порожнинами, які утворюються від вилуговування окремих ділянок порід (вапняків, солі тощо), що підстилають вугілля.

## Різновиди складчастості
| - Атектонічна складчастість - Складчастість платформна - Складчастість течії - Складчастість діапірова - Складчастість постумна - Складчастість гравітаційна - Складчастість брилова - Складчастість голоморфна - Складчастість ідіоморфна - Складчастість дисгармонійна - Складчастість нагнітання - Кулісоподібна складчастість | - Складчастість куполоподібна - Складчастість успадкована - Складчастість конседиментаційна - Кулісоподібна складчастість - Складчастість паралельна - Складчастість накладена - Складчастість головна - Складчастість поперечна - Складчастість проміжна - Складчастість консеквентна - Складчастість бокового тиску |